# Матханов, Владимир Эдуардович
Владимир Эдуардович Матханов (род. 1 августа 1972, Улан-Удэ) — российский политический деятель, депутат Государственной думы пятого созыва (2007—2011).

## Биография
В 1994 году окончил Московский медицинский стоматологический институт им. Н. А. Семашко (г. Москва), специальность «Стоматология».
С 2004 по 2007 год глава Молодёжной палаты при Народном Хурале Республики Бурятия. С 2004 по 2007 год депутат Народного Хурала Республики Бурятия.

### Депутат госдумы
В декабре 2007 года избран депутатом Государственной Думы пятого созыва в составе федерального списка кандидатов, выдвинутого Политической партией «Единая Россия».
29 февраля 2012 года, на очередной сессии Народного Хурала кандидатура Матханова одобрена на пост заместителя председателя правительства Бурятии по социальному развитию.